# Booz

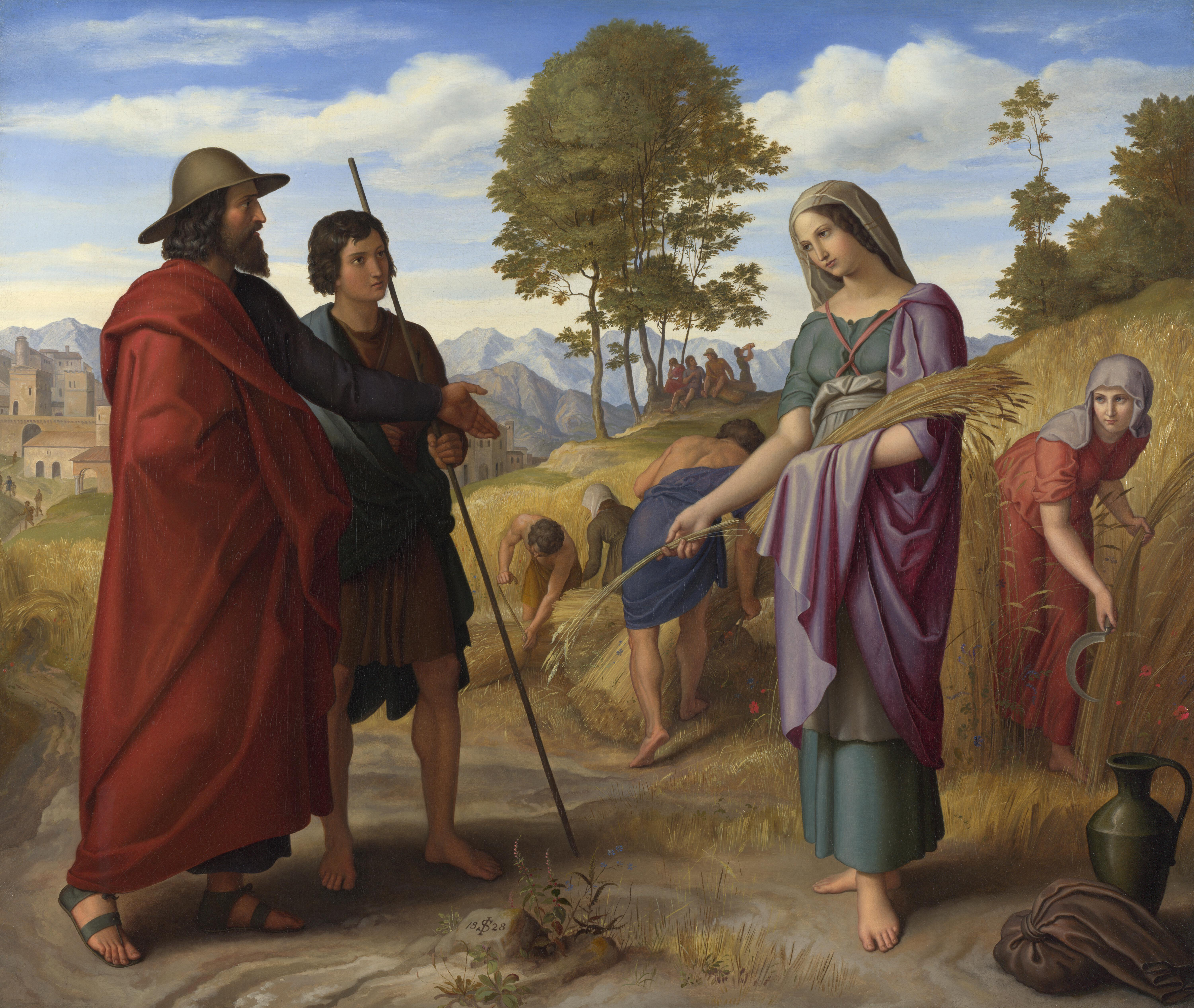
Rut nel campo di Booz (Julius Schnorr von Carolsfeld, 1828)

Booz, o Boaz, è un personaggio biblico del Libro di Rut.
Figlio di Racab, fu il secondo marito di Rut, bisnonno in linea diretta del re Davide e quindi parte della genealogia di Gesù (Matteo 1,5-6).
Quando Rut giunse vedova a Betlemme insieme alla suocera Noemi, Booz diede aiuto a Rut, che spigolava nel suo campo (Rut 2,8-9) e successivamente la sposò, nonostante fosse una moabita. La loro unione fu benedetta dagli anziani della città (Rut 4,11-12) e il figlio che nacque loro, Obed, generò Iesse, padre di Davide.